# Deathrace King
Deathrace King è il quarto album in studio del gruppo musicale svedese The Crown, pubblicato nel 2000.

## Tracce
1. Deathexplosion – 3:57
2. Executioner: Slayer of the Light – 3:45
3. Back from the Grave – 3:06
4. Devil Gate Ride – 4:10
5. Vengeance – 4:45
6. Rebel Angel – 4:21
7. I Won't Follow – 4:28
8. Blitzkrieg Witchcraft – 3:37
9. Dead Man's Song – 4:08
10. Total Satan – 4:07
11. Killing Star (Superbia Luxuria XXX) – 8:37